# Szentimrei Jenő
Szentimrei Jenő (született Kovács Jenő) (Arad, 1891. december 14.– Csucsa, 1959. szeptember 2.) erdélyi magyar költő, író, drámaíró, kritikus, színháztörténész, színházigazgató, a helikoni közösségben fejlődött és vált ismertté. Medgyes Lajos unokaöccse, Szabó Bálint építész, műemlék-restaurátor és Lengyel László közgazdász nagyapja.

## Életútja
Katonatiszt fiaként látta meg a napvilágot, adódott számára a minta, elvégezte a Ludovika Akadémiát, majd szolgálatba lépett Marosvásárhelyen. Költői tehetsége hamar megmutatkozott, a sanzonok, a népdalok, majd Ady Endre költészetének hatása alá került. Első verskötete 1912-ben jelent meg Azoknak a keveseknek címmel, még fiatal tiszt, amikor két darabja is bemutatásra került, a Királylány és a Petőfi visszajön című.
Az I. világháborúban teljesített hosszú frontszolgálata alatt szerzett tapasztalatai és súlyos sebesülése számos gondolatot ébreszt benne, s ezeket verseiben adta közre, Erdély felől című kötetében (1916). Kifejezi az egyszerű közkatonák szenvedéseit (Székely katona keserves éneke, Ének a jó katonáról, Fejetlen katonák balladája).
Részt vett az 1918-as forradalomban, a forradalmak után pedig az erdélyi magyar irodalmi élet és az erdélyi magyar sajtó megszervezésével foglalkozott. Már 1918-ban alapítója és szerkesztője az Új Erdély című folyóiratnak. Az 1920-as és az 1930-as években erdélyi újságoknál, a kolozsvári Vasárnapi Újságnál, a Keleti Újságnál, az Ellenzéknél, a Brassói Lapoknál, a Magyar Írásnál munkatárs vagy szerkesztő.
Versei (Nyári délután Egeresen, 1924; Ki kell mondani, 1930) még mindig Ady hatásáról is vallanak, de a sok újságírás, a sok szerkesztés, az erdélyi irodalmi közösségekben való lét, az egyre kilátástalanabb út meghozza az ő egyéni hangját (Toronyépítők Bábelnél, A mindenek dala).
A második világháború után is mindjárt az erdélyi magyar művészeti és irodalmi életet szervezte, igazgatója lett a Kolozsvári Állami Magyar Színháznak, majd a Józsa Béla Athenaeum (azelőtt Minerva) Irodalmi és Könyvkiadó Vállalatot vezette, végül a Szentgyörgyi István Művészeti Főiskolán tanított haláláig. A magyarországi 1956-os forradalom bukása után számos más kolozsvári értelmiséggel együtt (Asztalos István, Balogh Edgár, Csehi Gyula, Bartalis János, Földes László, Horváth István, Horváth Imre, Kacsó Sándor, Kiss Jenő, Létay Lajos, Marosi Péter, Salamon László, Szabó Gyula, Szabó István, Szabédi László, Tamás Gáspár) aláírta azt a nyilatkozatot, amely ellenforradalomnak bélyegezte a magyarországi eseményeket, így maradhatott bent ő is és az ő hagyatéka továbbra is a tudományos- és irodalmi közéletben.
Teljes és gazdag életművet hagyott az utódokra, verseket, drámákat, publicisztikát, visszaemlékezést, színháztörténetet. Mind 1989 előtt, mind az 1989-es romániai forradalom óta az ő életművéből is táplálkozik az erdélyi magyar irodalom és kultúra.

## Kötetei (válogatás)
- Azoknak a keveseknek : versek. Marosvásárhely : Reichardsperg, 1912
- Mikroszkóp : [elbeszélések]. Cluj-Kolozsvár : Lapkiadó, 1922
- Nyári délután Egeresen : [versek]. [Ill. Kós Károly]. Kolozsvár : Kadima, 1924
- Városunk és más elbeszélések. Târgu-Mureş-Marosvásárhely : Révész, 1925 (újra kiadva Kolozsvárt, 2009)
- Ki kell mondani : versek. Kolozsvár : Concordia Ny., 1930 (Erdélyi Szépmíves Céh IV.)
- Csáki bíró lánya : kalotaszegi ballada 3 felvonásban. Cluj : Lepage, [1936]
- Szentimrei Jenő Verses magyar históriája : [az ifjúság számára]. Budapest : Dante, 1937
- Ferenc tekintetes úr : Kölcsey Ferenc életregénye. [Budapest] : Athenaeum, [1939] (2. kiad. Marosvásárhely, 1957; 3. kiad. Bukarest, 1971; s még Debrecen, 1990; Sepsiszentgyörgy, 2000)
- Szentimrei Jenő verses magyar krónikája; Erdélyi Református Egyházkerület, Cluj-Kolozsvár, s.a.
- Versekben tündöklő Erdély. Magyar költők erdélyi verseinek gyűjteménye a Gyulafehérvári soroktól mind a mái napig; egybeszedte Szentimrei Jenő; Lepage, Kolozsvár, 1941
- Nyersmérleg : válogatott versek gyűjteménye : 1912–1942. Kolozsvár : Lengyel Ny., 1943
- Szentgyörgyi István élete és művészete. Bukarest : Irod. és Műv. Kiad., 1955. 210 p., 10 t. (2. kiad. Marosvásárhely, 1957)
- Vallomások : tanulmányok, bírálatok, megemlékezések. Marosvásárhely : Irod. és Műv. Kiadó, 1956. 427 p.
- Harc az állandó színházért Marosvásárhelyen. 1780–1945. Tanulmány; Állami Irodalmi és Művészeti, Marosvásárhely, 1958
- Versek; vál., bev. Gálfalvi Zsolt; Irodalmi, Bukarest, 1963 (Romániai magyar írók)
- Sablon helyett csillag : publicisztikai gyűjtemény. Szerk. és bev. Balogh Edgár. Bukarest : Irod. Kiadó, 1968. 454 p.
- Városok, emberek. Útkeresés könyve; Kriterion, Bukarest, 1973
- Versekben tündöklő Erdély. Magyar költők erdélyi verseinek gyűjteménye a Gyulafehérvári soroktól mind a mái napig; egybeszedte Szentimrei Jenő, szöveggond. Lisztóczky László; 2. jav., bőv. kiad.; Castrum, Sepsiszentgyörgy, 1996
- Zárszámadás helyett. Összegyűjtött versek; bev. Balázs Imre József, összegyűjt., függelék összeáll. Szabó Zsolt; Kriterion, Kolozsvár, 2007 (Romániai magyar írók)
- Városunk és más elbeszélések; Művelődés Egyesület–Szentimrei Alapítvány, Kolozsvár–Sztána, 2009 (Sztánai füzetek)
- Csáki bíró lánya. Színdarabok; Művelődés Egyesület–Szentimrei Alapítvány, Kolozsvár–Sztána, 2016 (Sztánai füzetek)